# 飯島浩二
飯島 浩二（いいじま こうじ、KOJI IIJIMA、1973年 - ）は、日本の現代美術家であり、総合格闘家。通称「武蔵野の鉄人」
NPO法人コンテンポラリーアートジャパン　理事。
武蔵野美術大学特別講師。
女子美術大学非常勤講師。
さいたま国際芸術祭2023キュレーター（市民プロジェクト）。

## 人物・来歴
神奈川県横浜市生まれ。1997年頃より、モーターやエンジン、ガスバーナーを内蔵させた火を噴く、動く鉄の彫刻などを制作。以後、美術展覧会、ライブ、ワークショップ、パフォーマンスなど国内外で様々な形態で作品を発表し続けている。
学生時代、スキンヘッド、鉄ゲタで登校していた。1997年に大学卒業後、テレビ東京「たけしの誰でもピカソ」の名物コーナー「勝ち抜きアートバトル」に参加し、6週連続チャンピオンになる。中でも「ニセアイボ TETSUBO」 は番組史上最高点である48点の記録を残した。2004年には光州ビエンナーレ（韓国）に番組と共に出展した。
その頃、武蔵野美術大学で働いていたが、2006年より発表場所をアメリカロサンゼルスに移し、以後帰国するまでアメリカ大陸中心の生活をした。
格闘家としては、大学時代には空手大会で最優秀選手となったことがあるが、K-1に憧れてキックボクシングジムに通い始める。新空手K2トーナメントでは4連覇2階級制覇の記録を樹立。
その後ロサンゼルスに移り、グレイシー系柔術のパープルベルトを取得し、主に総合格闘家として金網の中で戦った。

## 主な美術展覧会
- 1998年

「第27回現代日本美術展」東京都美術館、他
- 1999年

「誰でもピカソ〜勝ち抜きアートバトル」に出品。以降、6週連続チャンピオン
- 2000年

文化庁メディア芸術祭企画展「Robot-ism」 赤坂草月会館
- 2001年

「かながわアートアニュアル2001」 神奈川県民ホールギャラリー
- 2002年

「PHIRIP MORRIS K.K. ART AWARD 2002」 東京国際フォーラム
- 2003年

「RECYCL’art 2003」 青山スパイラルホール《最優秀賞受賞》
- 2004年

「光州ビエンナーレ2004」 韓国・光州広域市
- 2005年

「地球工房ネオジャパネスク展」 コンテンポラリーアートスペース大阪《実行委員長賞受賞》
- 2006年

個展「KOJI IIJIMA Exhibition in L.A. –Fish for a Fish」 Popkiller (ロサンゼルス)
- 2007年

「KARAN KORON」 Melt Gallery (ロサンゼルス)
- 2008年

「第2回パリクティン火山芸術祭」 ミチョアカン州　(メキシコ)
- 2009年

個展「Dogs usually resemble their owners! 」 Kazuo h.q. Gallery (ロサンゼルス)
- 2010年

個展「Between Emergency and Fantasies」 Gallery 825 (ロサンゼルス)
- 2011年

「JURIED OPEN」 - Juried by Craig Krull, Topanga Canyon Gallery　L.A.《3等賞受賞》

## 審査員
- 「RECYCL'art 2005」
- 「前橋アートコンペライブ 2010」